# Herman Moritz Kalckar
Herman Moritz Kalckar (* 26. März 1908 in Kopenhagen; † 17. Mai 1991 in Cambridge (Massachusetts))  war ein dänischer Biochemiker, der die  grundlegenden Zusammenhänge der Zellatmung erforscht hatte. Er trug wesentlich zum Fortschritt der Biochemie im 20. Jahrhundert bei, als Pionier der Bioenergieforschung, Entwickler von neuartigen Enzymassays, Entdecker des Galaktosemetabolismus, sowohl in Mikroorganismen als auch in tierischem Gewebe, und Entdecker von mit Atombombentests korrelierenden, erhöhten Strontium-90-Werten in Milchzähnen von Kindern.

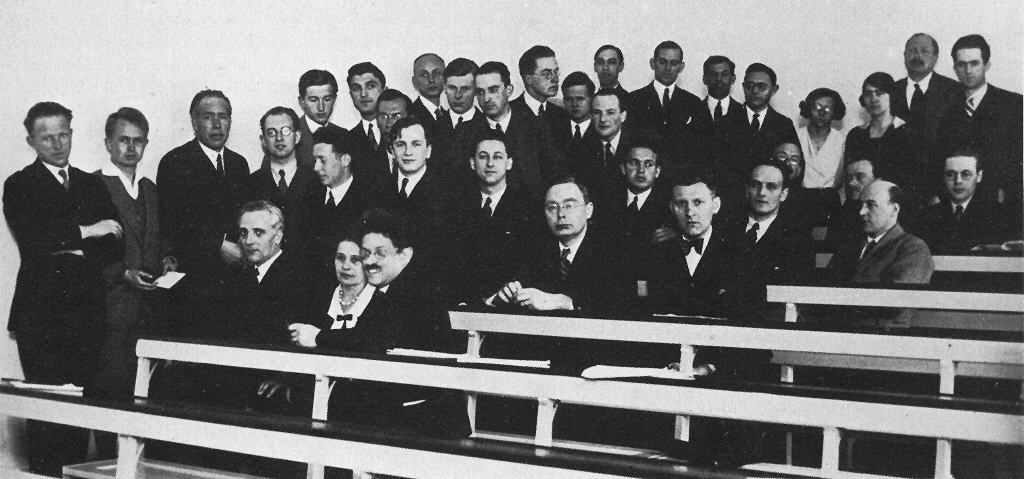
Frühlingskonferenz 1932, Kopenhagen

## Kindheit und Jugend
Kalckar wuchs in einer „jüdisch-dänischen Mittelklassefamilie“ auf, die bereits seit mehreren Generationen in Dänemark ansässig war. Die Familie war nicht wohlhabend, doch gehörte sie zum Bildungsbürgertum. Sein Vater, Ludvig Kalckar, war Geschäftsmann mit starkem Interesse für das Theater, besonders für das Werk Henrik Ibsens. Seine Mutter, Bertha Rosalie (geborene Melchior), brachte ihm französische und deutsche Autoren nahe, wie Gustave Flaubert, Marcel Proust, Johann Wolfgang von Goethe, und Heinrich Heine. Kalckar schreibt, dass in dieser Zeit sein „Interesse an humanistischer Bildung“ gedieh.
In seiner Autobiographie erwähnt er seine frühe Erziehung nur am Rande. Den Biologieunterricht in der Oberschule beschreibt er als „etwas starr“. Beeindruckt haben ihn aber „einige außerordentliche Demonstrationen zur menschlichen Physiologie“ von August Krogh, einem Professor für Physiologie an der Universität Kopenhagen, Nobelpreis-Gewinner von 1923 für seine Beschreibung des kapillaren Blutflusses und dessen Regulation. Diese Erfahrung hatte großen Einfluss auf Kalckars späteres Forschungsinteresse.

## Frühe wissenschaftliche Arbeit
Kalckar studierte Medizin an der Universität Kopenhagen. 1933 begann er seine Doktorarbeit im Institut für Physiologie bei Ejnar Lundsgaard (1899–1968). Mit seiner Arbeit bereitete er die Grundlagen für die Erforschung der „oxidativen Phosphorylierung“, einem fundamentalen Prinzip der Biochemie. In dieser Zeit wurde Lundsgaard Ordinarius für Physiologie. Seine Nachfolge als Kalckars Doktorvater übernahm Fritz Albert Lipmann, der kurz zuvor aus Deutschland fliehen musste. Später entwickelten Kalckar und Lipmann unabhängig voneinander Konzepte der „energiereichen Bindung“ und für Adenosintriphosphat (ATP) als „universalem Energieträger“.
Kalckar forschte in einer Periode wichtiger biochemischer Entdeckungen, die er hiermit selbst entscheidend voranbrachte. Bis 1932 war Konsens unter Physiologen, dass die Muskelkontraktion stets unter Bildung von Lactat, dem Produkt der Glykolyse, stattfindet. Sein Lehrer Lundsgaard hatte aber bereits erkannt, dass selbst bei vollständiger Hemmung der Glykolyse mittels Jodazetat, die Kontraktion eines Froschmuskels begrenzt aufrechterhalten wird, und dass die Spaltung von Kreatinphosphat hierfür die Energie liefert. Davon ausgehend entdeckte Kalckar 1934, dass die Phosphorylierung von Kreatin zu Kreatinphosphat sauerstoffabhängig ist: In seinem Schlüsselexperiment mit Nierenzellextrakten, bei verhinderter Glykolyse, beobachtete er in einer Warburg-Apparatur den Verbrauch von Sauerstoff und von anorganischem Phosphat bei gleichzeitiger Bildung von Adenosintriphosphat. Damit gelang ihm der Nachweis der „oxidativen Phosphorylierung“, die dem fundamentalen biochemischen Prozess der Zellatmung zu Grunde liegt. Kalckars frühe Experimente lieferten ebenfalls den Hinweis auf die Bildung von Phosphoenolpyruvat aus Fumar- und Apfelsäure, später der entscheidende Befund bei der Aufklärung der Gluconeogenese aus Produkten des Krebs-Zyklus. Seine Promotion zum Doktor der Medizin erfolgte im Januar 1939 in Kopenhagen.

## Weitere wissenschaftliche Karriere
Im Frühjahr 1939 ging er als Rockefeller-Stipendiat an das California Institute of Technology in Pasadena. Es folgten 1940 bis 1945 Arbeitsaufenthalte in St. Louis und New York, bei denen er mit berühmten Biochemikern seiner Zeit wie Linus Pauling, Gerty Cori, Carl Cori, Sidney Colowick (mit dem zusammen er die Adenylatkinase entdeckte) und Max Delbrück zusammentraf. Ende 1945 kehrte er zurück in Lundsgaards Laboratorium an der Universität Kopenhagen, wo er sich mit Nucleosidphosphorylierung befasste. Später erforschte er die biochemische Umwandlung von Galactose-1-phosphat in Glucose-1-phosphat mit Uridintriphosphat als Cosubstrat; dabei trug er zur Entschlüsselung der klinischen Ursachen der vererbten Galactosämie bei: Der zu Grunde liegende Gendefekt führte zu einem Mangel an Galactose-1-phosphat-Uridyltransferase. Während Arbeitsaufenthalten in Baltimore vertiefte er seine Forschung über Nucleosidphosphorylierung und Kohlenhydratmetabolismus. Hier initiierte er 1958 auch Untersuchungen über den Zusammenhang von damals häufig durchgeführten Atombombentests mit Strontium-90-Kontaminationen in Milchzähnen von Kindern, die über öffentliche Anteilnahme später zum Stopp von Atomwaffenversuchen führten. 1961 wurde er Nachfolger von Fritz Lipmann als Professor für Biochemie an der Harvard Medical School und Leiter des Laboratoriums für biochemische Forschung am Massachusetts General Hospital. Er war Ehrenmitglied wissenschaftlicher Organisationen, darunter seit 1959 der National Academy of Sciences und seit 1961 der American Academy of Arts and Sciences.
Kalckars erste Ehe mit der Musikerin Vibeke Meyer wurde 1950 geschieden. In zweiter Ehe heiratete er die Biologin Barbara Wright, mit der er drei Kinder hatte. 1968 heiratete er in dritter Ehe die verwitwete Agnete Fridericia Laursen.